# Hanbury Island
Hanbury Island är en ö i Kanada.   Den ligger i territoriet Nunavut, i den östra delen av landet, 2 200 km nordväst om huvudstaden Ottawa. Arean är 50 kvadratkilometer.
Terrängen på Hanbury Island är mycket platt. Öns högsta punkt är 41 meter över havet. Den sträcker sig 8,3 kilometer i nord-sydlig riktning, och 14,3 kilometer i öst-västlig riktning.